# HD 160529
HD 160529, o V905 Sco, è una stella ipergigante appartenente alla classe delle stelle variabili S Doradus (o LBV, acronimo dell'inglese di luminous blue variable, in italiano "variabile blu luminosa"). Localizzata nella costellazione dello Scorpione, HD 160529 non è visibile ad occhio nudo in quanto la sua luminosità è, sebbene di poco, oltre il limite percepibile dall'occhio umano sotto un cielo completamente buio.

## Caratteristiche
HD 160529 è una stella con una massa di circa 13 M☉, distante ≈ 8.150 anni luce dalla Terra e una magnitudine assoluta di -8,9 (M).
La stella sta attraversando una fase della sua esistenza estremamente instabile, la sua temperatura superficiale varia tra gli 8.000 e i 12.000 K, il suo diametro varia tra i 150 e i 330 R⊙ ossia tra 0,6978 e 1,53516 UA, pari a circa 104-230 milioni di km e i due fatti sono inversamente correlati, cioè quando la stella si contrae diviene più calda e viceversa; infine la stella presenta variazioni di luminosità di 0,1a con un quasi-periodo di circa 57 giorni.
Oltre a queste variazioni la stella ha presentato altre variazioni più notevoli come l'aver diminuito 0,5a di luminosità nella banda ottica in meno di 10 anni e di avere cambiato classe spettrale da A9 a B8.